# آستریوس کاراگیانیس
آستریوس کاراگیانیس (یونانی: Αστέριος Καραγιάννης؛ زادهٔ ۲۸ ژوئیهٔ ۱۹۸۶) بازیکن فوتبال اهل آلمان است.
از باشگاه‌هایی که در آن بازی کرده‌است می‌توان به باشگاه فوتبال ماگدبورگ ۱ و باشگاه فوتبال اوردینگن ۰۵ اشاره کرد.